# Hesse-Rheinfels

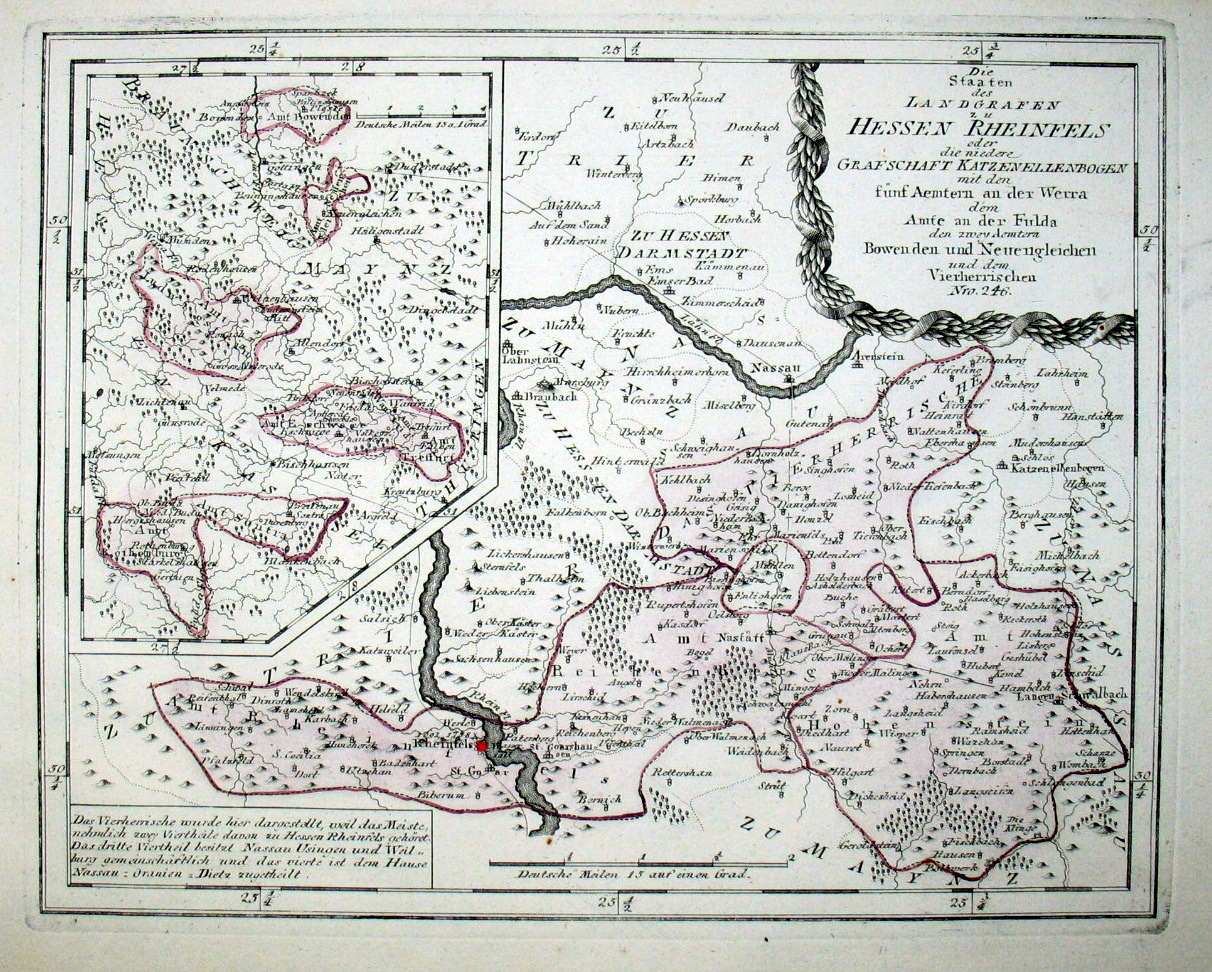
Áreas de Hesse-Rheinfels (Mapa de Reilly, 1794).

El landgraviato de Hesse-Rheinfels, fue creado como línea cadete de Hesse para Felipe II (1541-1583), landgrave de Hesse-Rheinfels desde 1567 hasta 1583, y como línea cadete de Hesse-Kassel para Ernesto I de Hesse-Rheinfels (1623-1693), landgrave desde 1627 hasta 1658.

## Primera creación
Felipe fue el tercer hijo de Felipe el Magnánimo, Landgrave de Hesse, y Cristina de Sajonia (1505-1549). Al morir su padre en 1567, el Landgraviato de Hesse fue dividido entre los cuatro hijos del primer matrimonio del landgrave fallecido. Felipe, el más joven, recibió la porción alrededor del castillo de Rheinfels y la ciudad de St. Goar en la margen izquierda del río Rin. Desde ahí controlaba las poblaciones de Schotten, Stornfels, Bad Homburg, Lißberg, Ulrichstein, Itter, y la parte del anterior alto noble y remarcablemente rico Condado de Katzenelnbogen al norte del río Meno.

## Segunda creación
Mauricio el Iluminado (1572-1632) fue Landgrave de Hesse-Kassel desde 1592 hasta 1627. Mauricio se convirtió al protestantismo en 1605, más tarde se involucraría en la Guerra de los Treinta Años. Después de ser forzado a ceder parte de sus territorios a la Línea de Darmstadt, abdicó en 1627 en favor de su hijo Guillermo V (1602-1637). Sus hijos menores recibieron herencias con las que crearon varias líneas cadetes de la casa (Hesse-Rotenburg, Hesse-Eschwege y Hesse-Rheinfels), entre las cuales sobrevivió, con fusiones e integraciones, la de Hesse-Rheinfels-Rotenburg hasta 1834.
En 1627 Ernesto (1623-1693), un hijo menor de Mauricio, Landgrave de Hesse-Kassel, recibió Rheinfels y el bajo Katzenelnbogen en herencia, y algunos años más tarde, a la muerte de sus dos hermanos, Federico de Hesse-Eschwege (1617-1655) y Herman IV de Hesse-Rotenburg (1607-1658), añadió Eschwege, Rotenburg, Wanfried y otros distritos a sus posesiones.

## Lista de landgraves
Primera creación
- Felipe II, Landgrave de Hesse-Rheinfels (1541-1583), landgrave 1567-1583

Segunda creación
- Ernesto, Landgrave de Hesse-Rheinfels (1627-1658), Landgrave de Hesse-Rheinfels-Rotenburg (1658-1693).[4]

## Otras lecturas
- Kessler, P L. «European Kingdoms: Central Europe: Landgraves of Hessen-Rheinfels (-Rotenburg) AD 1567 - 1869». The history files (Kessler Associates Printhouse). Consultado el enero de 2011.
- Köbler, Gerhard (2007). Historisches Lexikon der Deutschen Länder: die deutschen Territorien vom Mittelalter bis zur Gegenwart (7 edición). C.H.Beck. pp. 279. ISBN 3-406-54986-1.

- Datos: Q451519